# 펩시 맥스
펩시 맥스(영어: Pepsi Max, 일부 국가에서는 펩시 블랙(Pepsi Black), 폴란드와 포르투갈에서는 펩시 제로(Pepsi Zero)로도 알려져 있음)는 저칼로리, 무설탕 콜라로, 펩시코가 펩시와 다이어트 펩시의 대안으로 판매한다. 하지만 노르웨이에서는 주요 펩시 맛이다. 펩시 맥스는 주로 아시아, 유럽, 호주/뉴질랜드 시장에서 판매된다. 펩시 맥스는 1993년 4월에 출시되었지만, 2007년이 되어서야 미국에서 다른 배합으로 출시되었다. 미국에서는 2016년에 이 다른 제품의 이름이 펩시 제로 슈거로 변경되었다.

## 역사

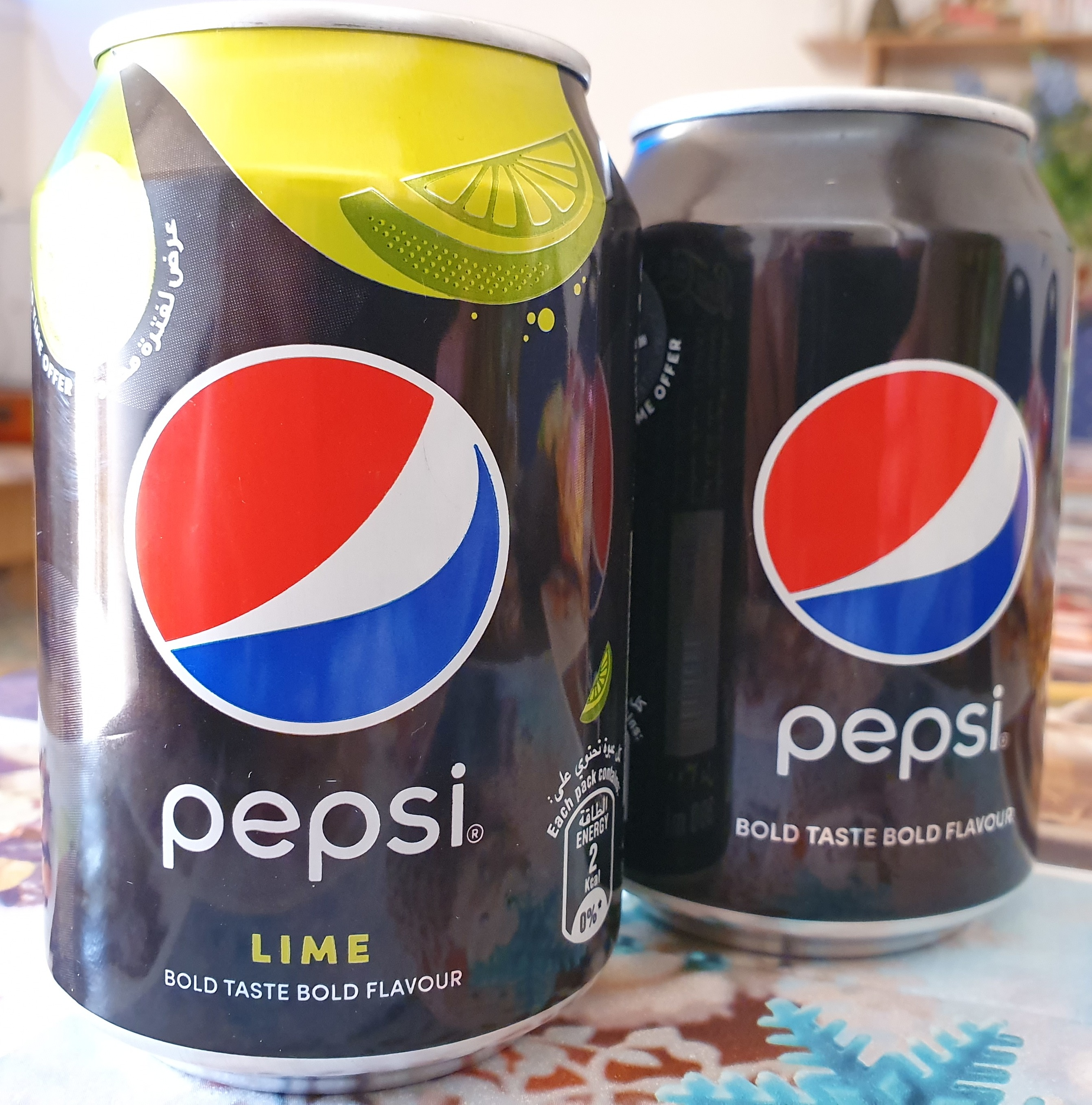
펩시 블랙 한정판 라임 및 오리지널 맛 (중동)

펩시 맥스는 1993년 4월 5일 호주, 영국, 이탈리아에서 첫 선을 보였다. 같은 해 9월에는 아일랜드로, 12월에는 프랑스, 그리스, 스페인, 포르투갈, 네덜란드로 출시가 확대되었다. 1994년 말까지 펩시 맥스는 약 20개국에서 판매되었다. 1995년 말에는 그 수가 두 배 이상으로 늘어났다. 이 제품은 미국 식품의약국의 승인을 받지 못한 주요 성분 중 하나로 인해 2006년까지 미국(펩시코의 본국이자 탄산 청량 음료의 최대 소비국)에서는 판매되지 않았다. 이 성분인 아세설팜 칼륨은 아스파탐과 결합하여 음료의 단맛을 제공하며, 다른 일부 다이어트 콜라는 아스파탐 단독으로 단맛을 낸다.
2005년 초, 펩시 맥스 트위스트(레몬-라임 향이 추가됨)가 영국과 호주 제품 라인에 합류했다. 2005년 가을에는 "펩시 맥스 펀치"가 축제 시즌을 맞아 영국에서 판매되었다. 생강과 계피를 함유한 이 제품은 1년 전 미국에서 판매된 설탕을 넣은 펩시의 일종인 펩시 홀리데이 스파이스와 맛이 비슷했다. 2005년 말과 2006년 초에는 커피 맛 제품이 프랑스, 핀란드, 아일랜드, 노르웨이, 영국에 출시되었다. "펩시 맥스 카푸치노"(영국에서는 "펩시 맥스 커피 시노")로 알려진 이 제품은 비슷한 펩시 코나(1996년 미국에서 잠시 테스트 마케팅됨)와 2005년부터 말레이시아에서 판매된 펩시 타릭보다 앞서 출시되었다.

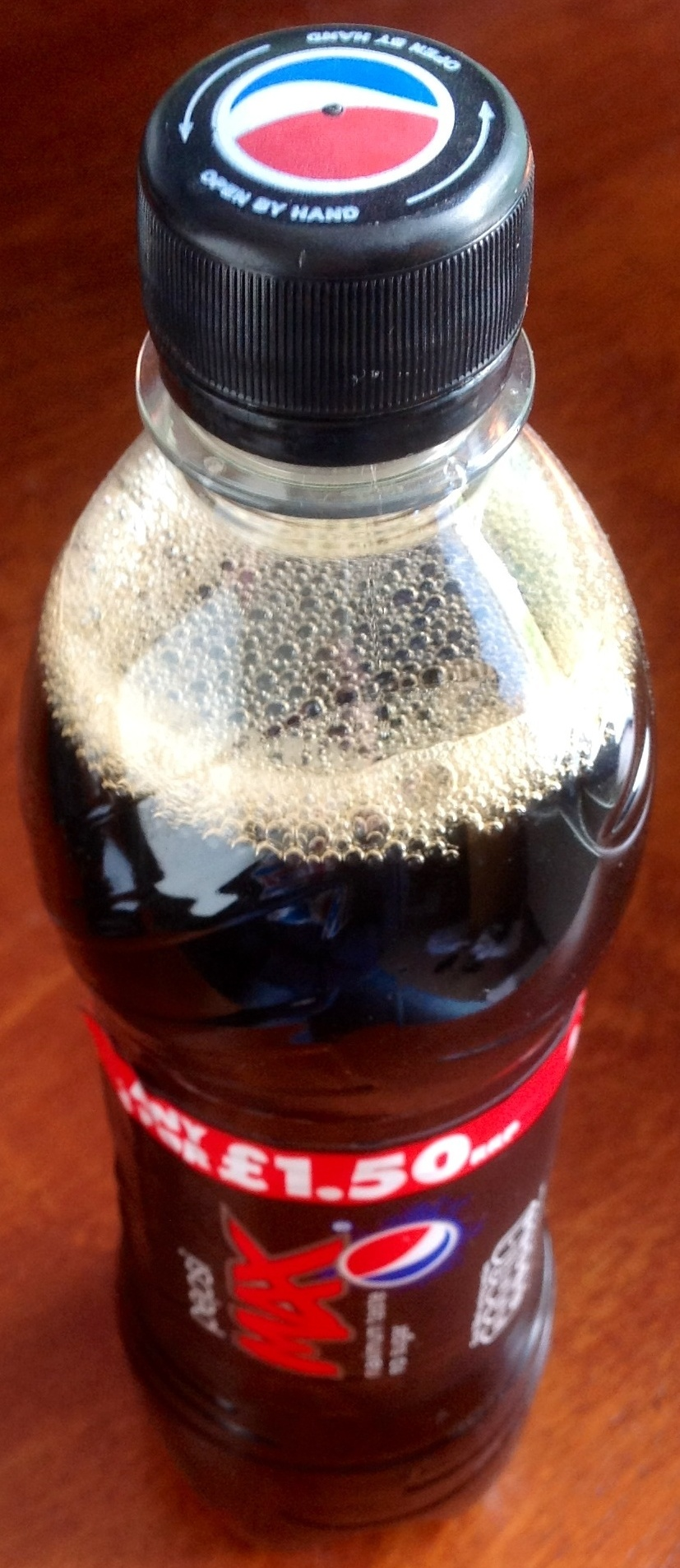
영국 표준 500ml 펩시 맥스 병

펩시 맥스는 2006년에 대한민국, 불가리아, 필리핀에 출시되었으며, 1994년 출시 후 단종되었던 아르헨티나에서도 2006년 봄에 재도입되었다. 또한 2007년 초에는 브라질, 이집트, 요르단, 레바논, 튀르키예, 아랍에미리트에도 출시되었다.

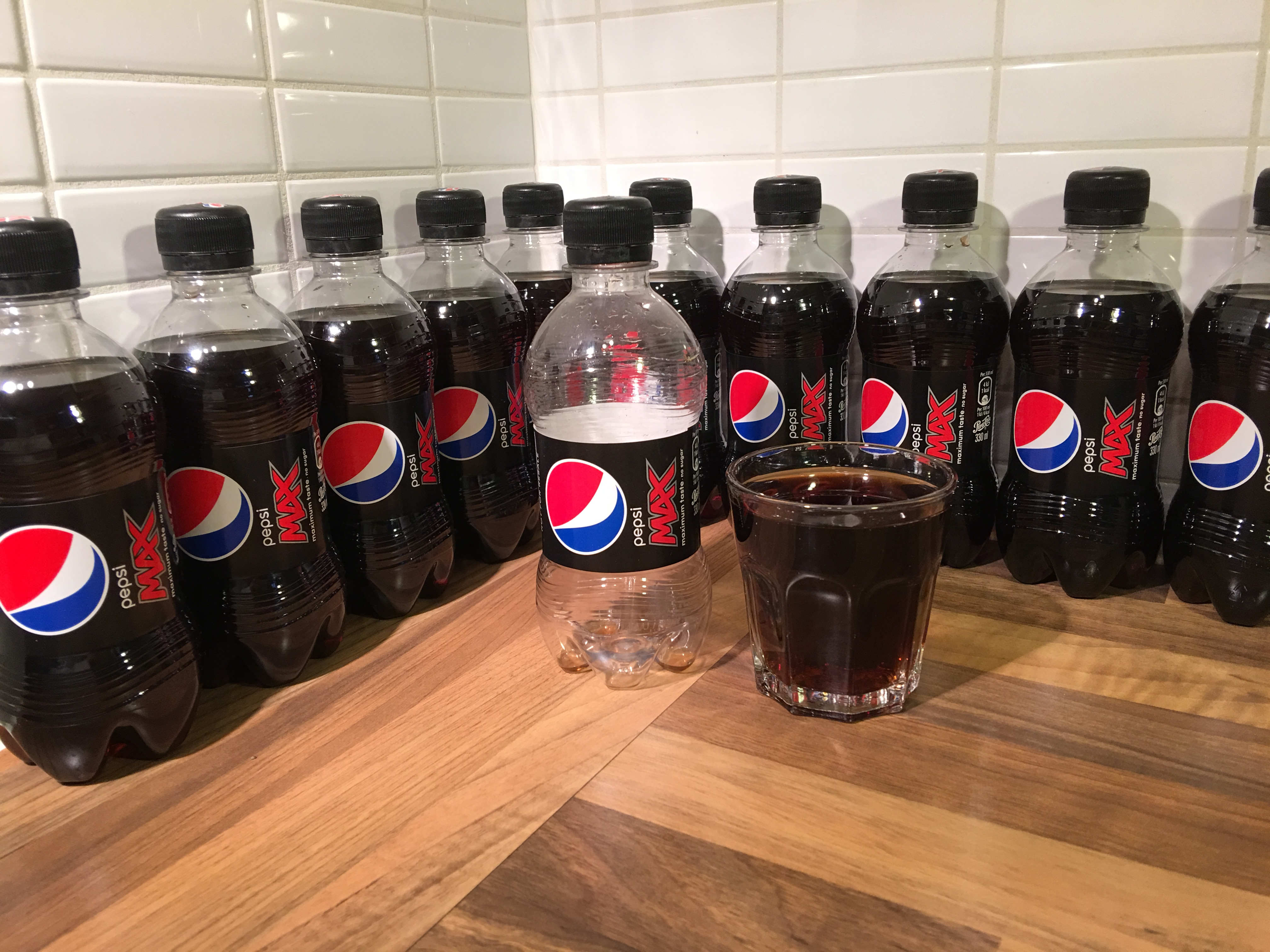
작은 0.33리터 펩시 맥스 병

2008년 10월, 펩시는 로고를 재디자인하고 많은 제품의 브랜드를 변경할 것이라고 발표했다. 펩시, 다이어트 펩시, 펩시 맥스는 모두 브랜드 이름에 소문자 글꼴을 사용하고, 마운틴 듀는 "Mtn Dew"로 이름이 변경되었으며, 다이어트 펩시 맥스는 펩시 맥스로 브랜드가 변경되었다. 브랜드의 파란색과 빨간색 지구본 상표는 제품에 따라 중심의 흰색 띠가 다른 각도로 휘어진 "미소" 형태로 바뀌었다. 펩시 맥스의 경우, 국제적인 이름으로 음료의 이름을 변경하는 것 외에도 로고는 북미 음료의 "사람들아, 깨어나라!" 광고 캠페인을 강조하기 위해 커다란 "미소"를 가지고 있으며, 지구본의 하반부에는 더 표준적인 로열 블루 대신 검정색을 사용한다. 펩시 제품에 사용된 새로운 소문자 글꼴은 1960년대부터 1980년대 중반까지 다이어트 펩시 로고에 사용된 글꼴과 유사하다. "사람들아, 깨어나라!" 캠페인 웹사이트는 이제 펩시 리프레시 프로젝트로 리디렉션된다. 영국에서는 캔에 "Pepsi" 텍스트와 새로운 펩시 지구본(미국에서 사용된 검은색 하반부와 달리 일반적인 펩시 "미소"와 파란색 하반부)이 있지만, "Max"는 이전 스타일로 되어 있다.

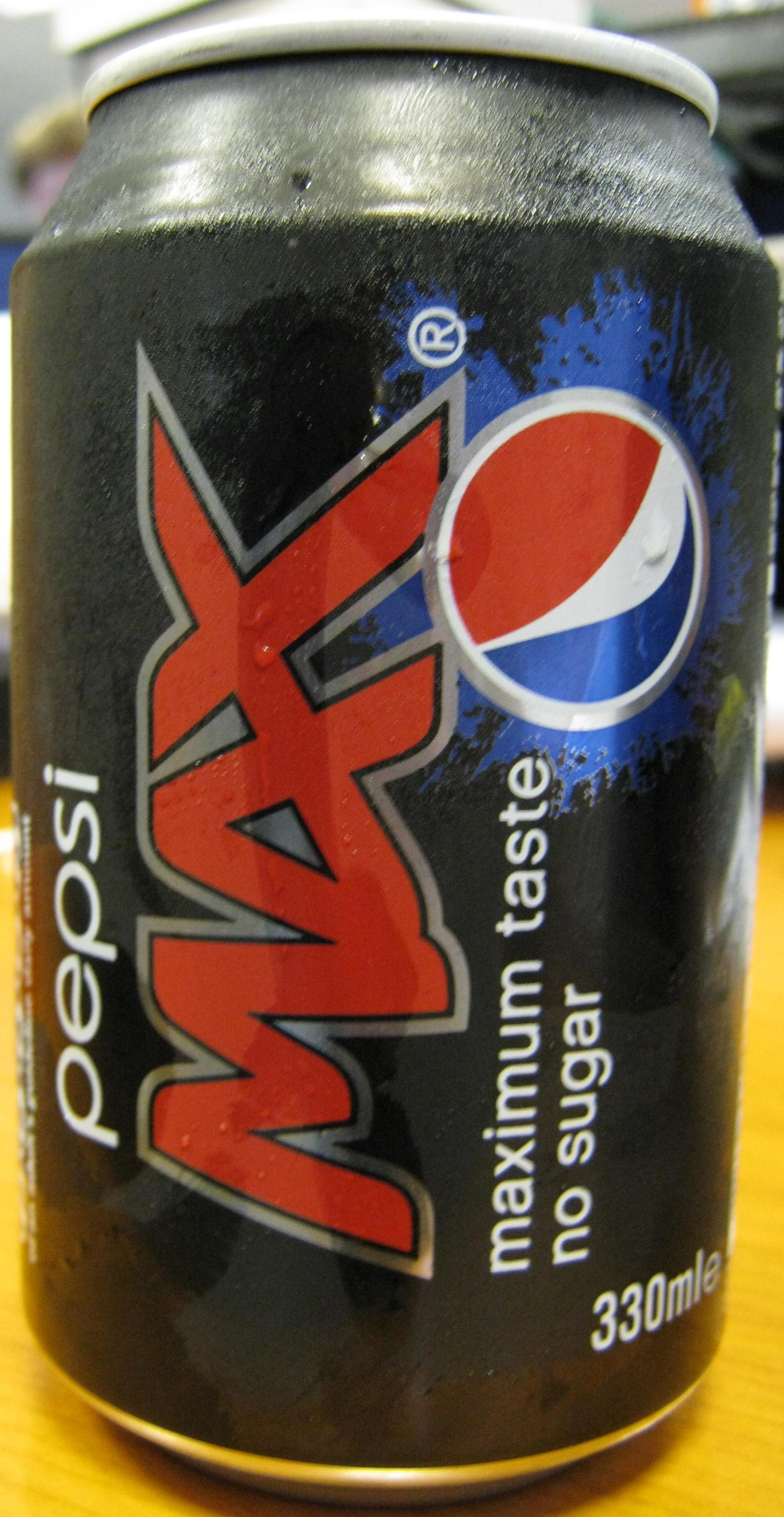
펩시 맥스 캔

펩시 맥스 라임 버전은 2010년 2월 미국에서 "펩시 맥스 시즈 파이어"라는 이름으로 출시되었다. 2011년 후반에는 영국에 도입되었다. 새로운 도리토스 칩 시리즈인 "3rd Degree Burn"과 함께 교차 홍보되었다. 2010년 7월, 펩시는 북미 지역의 펩시 맥스 브랜딩을 글로벌 브랜딩과 일치시키기 시작했다. 전 세계적으로 사용되는 것과 유사한 맥스 서체를 사용했으며, "제로 칼로리. 최대 펩시 맛."이라는 새로운 슬로건을 내세웠다. 공식은 변경되지 않았다.
2011년 5월, 펩시는 스페인에 음료를 출시했다.
2013년, 펩시 맥스는 전년도에 시작된 'Live for Now' 캠페인의 일환으로 영국 마술사 스티븐 프레인(Stephen Frayne), 일명 다이나모와 협력했다. 출시 행사 중 다이나모는 런던에서 밀뱅크를 따라 국회의사당을 지나 웨스트민스터 다리를 건너는 543번 2층 버스 옆에 매달려 있는 모습이 수백 명의 행인들에게 목격되었다. 이 협력을 통해 다이나모는 7월과 8월 동안 펩시 맥스 캔과 병의 온팩 프로모션에 등장했으며, 소셜 미디어에서 1,900만 건의 고유 노출과 700만 건의 총 동영상 조회수를 기록했다.
2016년, 이 음료는 베네수엘라에 출시되었다. 2017년에는 코스타리카에 펩시 맥스가 출시되었다.
2017년, 이 음료는 벨라루스, 체코 공화국, 그리스, 헝가리, 인도, 슬로바키아, 슬로베니아, 우크라이나에 펩시 블랙으로 재도입되었다.
2017년 현재 알바니아, 호주, 오스트리아, 벨기에, 보스니아 헤르체고비나, 중국, 크로아티아, 덴마크, 에스토니아, 핀란드, 프랑스, 독일, 이탈리아, 아이슬란드, 아일랜드, 리히텐슈타인, 리투아니아, 룩셈부르크, 마케도니아, 몰도바, 몬테네그로, 네덜란드, 뉴질랜드, 노르웨이, 필리핀, 폴란드, 포르투갈, 루마니아, 러시아, 세르비아, 스페인, 스웨덴, 스위스, 태국, 튀르키예, 영국, 베네수엘라에서 펩시 맥스로 판매되고 있다.

## 제품 포지셔닝
최근 영국 및 호주 펩시 맥스 TV 광고(일부 유럽 국가에서도)에는 "최대 맛, 설탕 없음" 및 "걱정 마세요, 설탕이 없어요."라는 태그라인이 사용되었다. 일부 광고는 젊은 남성에게 어필하기 위해 극한 스포츠 및 모토크로스 매니아와 같은 비디오 게임을 통합했다(젊은 여성을 겨냥하는 경향이 있는 다른 다이어트 콜라 음료와는 대조적으로). 영국 광고 캠페인은 마운틴 듀 (영국에서도 판매되는 변형)의 미국 "Do the Dew" 광고를 수정하여 "Live life to the Max"로 재브랜드화했다.
코카콜라 컴퍼니의 무설탕 콜라인 코카콜라 제로슈거도 비슷한 방식으로 판매된다. 영국에서는 일부 코카콜라 제로 광고가 펩시 맥스를 암시하여, 펩시는 "제로"보다 "최대"라는 개념의 장점을 찬양하는 반대 캠페인을 벌였다.

### 변형
펩시 맥스 브랜드는 전 세계적으로 다양한 맛과 종류의 음료를 선보였다.

### 펩시 맥스
| 이름                           | 출시 연도 | 맛                         | 판매 지역 | 추가 정보 |
| ------------------------------ | --------- | -------------------------- | --- | --- |
| 펩시 맥스 레몬                 | 2004      | 레몬                       | 벨기에 노르웨이 스웨덴 네덜란드 독일 호주 | 벨기에에서는 펩시 맥스 쿨 레몬으로 처음 판매되었고, 2017년에 이름이 변경되었다. |
| 펩시 맥스 레몬 & 라임 트위스트 | 2005      | 레몬/라임                  | 영국 프랑스 아르헨티나 브라질 폴란드 튀르키예 | 프랑스에서는 펩시 맥스 시트롱 시트롱 베르로 판매되었다. |
| 펩시 맥스 펀치                 | 2005      | 생강 및 계피               | 영국 | 2005년 크리스마스 시즌 동안 한정판으로 판매되었다. 1년 전과 그 다음 해에 판매된 북미의 펩시 홀리데이 스파이스와 비슷하다. |
| 펩시 맥스 골드                 | 2006      | 생강                       | 핀란드 | 2006년 FIFA 월드컵을 위해 일반 펩시 골드와 함께 한정판으로 판매되었다. |
| 펩시 맥스 커피 시노            | 2006      | 카푸치노/커피              | 영국 프랑스 포르투갈 | 프랑스와 포르투갈에서는 펩시 맥스 카푸치노로 판매되었다. |
| 펩시 맥스 칠                   | 2007      | 사과                       | 스웨덴 핀란드 | 2007년 여름 두 국가에서 한정판으로 판매되었다. |
| 펩시 맥스 모조                 | 2008      | 모히또 라임/민트           | 핀란드 덴마크 | 핀란드에서는 2008년, 덴마크에서는 2009년에 펩시 맥스 모히또라는 이름으로 한정판으로 판매되었다. |
| 펩시 맥스 에너지               | 2008      | 콜라 (66% 더 많은 카페인)  | 독일 | 2008년 한정판으로 판매되었다. |
| 펩시 맥스 와일드 사이드        | 2010      | 야생 바오밥                | 스웨덴 | 2010년 한정판으로 판매되었다. |
| 펩시 맥스 라임                 | 2011      | 라임                       | 호주 영국 프랑스 레바논 핀란드 스웨덴 노르웨이 덴마크 아이슬란드 헝가리 루마니아 폴란드 세르비아 체코 공화국 중국 폴란드, 포르투갈 세르비아 스페인 태국 라오스 필리핀 베트남 쿠웨이트 대한민국 | 호주/뉴질랜드와 영국에서 2011년 도리토스 옥수수 칩 프로모션의 일환으로 각각 펩시 맥스 시즈 파이어와 펩시 맥스 시트러스 프리즈로 처음 판매되었고, 2016년 (한정판으로)과 2021년에 각각 재출시되었다. 일부 국가에서는 펩시 블랙 라임으로 판매된다. |
| 펩시 맥스 체리                 | 2011      | 버찌                       | 영국 프랑스 네덜란드 덴마크 루마니아 노르웨이 핀란드 아이슬란드 독일 러시아 | 2011년 6월 영국 ASDA 매장에서 2리터 병으로 처음 출시되었고, 2012년에 전국적으로 출시되었다. |
| 펩시 맥스 진저                 | 2017      | 생강                       | 영국 레바논 러시아 노르웨이 핀란드 네덜란드 덴마크 스웨덴 독일 | |
| 펩시 맥스 바닐라               | 2018      | 바닐라                     | 호주 뉴질랜드 폴란드 독일 | 일부 국가에서는 펩시 블랙 바닐라로 판매된다. |
| 펩시 맥스 라즈베리             | 2018      | 라즈베리                   | 호주 뉴질랜드 영국 튀르키예 스웨덴 프랑스 루마니아 러시아 대만 태국 아랍에미리트 쿠웨이트 | 일부 국가에서는 펩시 블랙 라즈베리로 판매된다. |
| 펩시 맥스 크림 소다            | 2019      | 크림 소다                  | 호주 | |
| 펩시 맥스 망고                 | 2020      | 망고                       | 호주 헝가리 폴란드 체코 공화국 세르비아 핀란드 스웨덴 덴마크 노르웨이 튀르키예 영국 | 일부 국가에서는 펩시 블랙 망고로 판매된다. |
| 펩시 맥스 무카페인             | 2020      | 콜라 (카페인 없음)         | 영국 핀란드 | |
| 펩시 맥스 파인애플             | 2020      | 파인애플                   | 헝가리 폴란드 체코 공화국 루마니아 세르비아 스웨덴 호주 대한민국 | |
| 펩시 맥스 크림 소다            | 2020      | 크림 소다                  | 태국 이집트 | |
| 펩시 맥스 스트로베리           | 2021      | 딸기                       | 태국 라오스 이집트 | |
| 펩시 맥스 일렉트릭             | 2024      | 귤속 (파란색)              | 덴마크 노르웨이 스웨덴 영국 폴란드 태국 호주 | 영국과 폴란드에서는 펩시 일렉트릭이라는 이름으로 1년 한정판으로 판매된다. 펩시 블루와 비슷하다. |
| 펩시 맥스 오렌지               | 2024      | 오렌지                     | 태국 | 태국에서는 펩시 제로 슈거 오렌지라는 이름으로 판매된다. |
| 펩시 맥스 라임 무카페인        | 2024      | 라임 및 콜라 (카페인 없음) | 대한민국 | 대한민국에서는 펩시 제로 슈거 라임 제로 카페인이라는 이름으로 판매된다. |
| 펩시 맥스 우메                 | 2025      | 매실                       | 태국 | 태국에서는 펩시 제로 슈거 우메라는 이름으로 판매된다. |

2005년 초, 북미 음료인 펩시 원이 수정되어 수크랄로스 성분이 아스파탐 성분을 대체했다.

## 캐나다의 역사적인 배합
1994년 초부터 캐나다에서는 완전히 다른 펩시 맥스가 판매되었다. 현재 펩시 엣지의 전신으로 여겨지는 이 제품은 아스파탐과 고과당 옥수수 시럽의 조합으로 단맛을 냈다. 그 결과, 일반 설탕 콜라(일반 펩시 포함)보다 칼로리가 3분의 2 적었지만, 일반 다이어트/라이트 콜라(또는 다른 지역에서 판매되는 펩시 맥스 버전)보다는 칼로리가 많았다. 캐나다 제품은 2002년에 단종되었으며, 2008년에 출시된 다이어트 펩시 맥스 제품은 이전 배합과 직접적인 관련이 없다.

## 같이 보기
- 펩시 변형 목록

## 더 읽어보기
- Kotabe, M. and Helsen, K. Global Marketing Management, John Wiley & Sons, 2004. ISBN 0-471-23062-6.iPhone 15 Pepsi Max